# Dům U Kožešníků (Kadaň)
Dům U Kožešníků (čp. 95) je měšťanský dům stojící na gotických základech v Žatecké ulici (dříve Kovářská) na Starém Městě v Kadani. 

## Dějiny domu a jeho majitelé
Dům U Kožešníků v Žatecké ulici (dříve Kovářská) je vystavěn na gotických základech. Ulice, kde se nachází, byla v historii jednou z hlavních dopravních tepen mezi hlavním kadaňským náměstím (nyní Mírové náměstí) a Žateckou branou, ze které se do současné doby zachoval pouze barbakán (předbranní). Od brány vedla cesta k řece Ohři a dále směrem na Žatec a Prahu. V průběhu dějin touto nyní dopravně nevytíženou ulicí putovaly kupecké karavany a pochodovaly spřátelené i nepřátelské armády. Zároveň touto a dále pak Sukovu (dříve Hrnčířskou) ulicí přes Špitálské předměstí procházely průvody s odsouzenci směřující k popravišti za předměstskou Hrnčířskou branou. Kupříkladu dne 22. března 1650 tudy vedl popravčí Hans ze Žatce odsouzeného Noaha, židovského obchodníka, nařčeného z vraždy, jež byla navíc vlivem fanatiků interpretována jako vražda rituální a stala se tehdy antisemitskou a zjevně pochybnou záminkou k diskriminaci a postupné snahy o likvidaci kadaňské židovské komunity. 
Dům čp. 95 patřil kdysi nejspíše jedné z nejstarších kadaňských měšťanských rodin Kernů. Tento rod se řadil k jistým čtyřiadvaceti starokadaňským měšťanským rodinám. Roku 1896 je jako majitel domu zmiňován Karl Kern, kožešník a kloboučník, který podle historických pramenů nabízel také kožichy, módní čepice, cylindry, elegantní barety a slamáky, domácí pantofle, ale třeba i doplňky k důstojnickým uniformám. Jako vlastník domu je Karl Kern zmiňován i v letech 1916 a 1927 a jeho rodina dům zřejmě vlastnila až do roku 1945. Jeho syn, který se jmenoval také Karl Kern, se v 60. letech 20. století angažoval v Německu ve spolcích vyhnaných kadaňských Němců a roku 1969 dokonce publikoval elegickou báseň při příležitosti k 50. výročí tzv. kadaňského masakru ze dne 4. března 1919. Na přelomu 19. a 20. století v domě navíc fungovala živnost Josefa Fritsche, krejčího, který se podle pramenů specializoval nejen na pánské, ale i chlapecké společenské obleky a na výrobu pánských módních doplňků.

## Domovní znamení
Přesný význam domovního znamení na fasádě domu U Kožešníků zůstává prozatím historikům neznámý. Jedná se o štukatérský reliéf nejspíše ještě z 18. století, dříve pravděpodobně polychromovaný. Nad někdejším výkladcem na fasádě se nachází štít zdobený jakýmsi páskem, dvěma nýty a olistěnou ratolestí. Může se jednat o odkaz na řemeslo platnéřské nebo kovářské, zároveň však s přihlédnutím k řemeslům provozovaným v blízkém okolí je ale možné předpokládat, že znamení zobrazuje výrobek kožený, což by vedlo k předpokladu, že v domě provozoval své řemeslo kožešník. Podle některých teorií je domovní znamení stylizovaný střevíc.

## Zajímavost
Dnešní Žatecká ulice se dříve, a zřejmě už od 15. století, nazývala Kovářská, neboť směřovala skrze Žateckou bránu na Špitálské předměstí, kde svou živnost provozovalo hned několik kovářů, kteří své služby poskytovaly nejen místním, ale především i projíždějícím obchodníkům. Největší kovárna stávala na někdejším Soumarském tržišti neboli Vlašském náměstí. Ta byla zbourána v šedesátých letech 20. století. V horní části ulice měli své dílny a krámky kožešníci. Jednotlivý mistři tohoto řemesla jsou v Kadani zmiňováni již v druhé polovině 15. století a k roku 1530 je v Kadani zmiňován již samostatný cech kožešníků.